# Giovanni Buoni
Giovanni Buoni detto Bonino (Siena, 4 dicembre 1802 – prima del 1867) è stato un fantino italiano, tre volte vincitore del Palio di Siena.

## Carriera
Padre di Giuseppe Buoni detto Figlio di Bonino (otto volte vincitore in Piazza del Campo), fu tra i fantini fra i più noti e affermati della prima parte del XIX secolo. Fu presente al Palio in 41 occasioni, e riuscì a vincere due volte nell'Oca e una nella Civetta.
Un aneddoto a lui legato fa riferimento al Palio del 17 agosto 1845 corso nella Chiocciola, ultima presenza di Bonino in Piazza. Al riguardo, il Cancelliere del Comune di Siena scrisse: "[...] quello della Chiocciola con perfidia mentiva una caduta... è da sapersi che vinse un tale detto Bonino il Giovane, figlio dell'altro parimenti detto Bonino [...]" 
Stando alle cronache, quindi, Giovanni Buoni finse una caduta per agevolare la vittoria del proprio figlio.

## Presenze al Palio di Siena
Le vittorie sono evidenziate ed indicate in neretto.
| Palio             | Contrada     | Cavallo                  | Note   |
| ----------------- | ------------ | ------------------------ | ------ |
| 2 luglio 1819     | Drago        | Baio di P. Masoni        |        |
| 17 agosto 1819    | Drago        | Baio di G. Petri         |        |
| 2 luglio 1820     | Oca          | Morello di G. Petri      |        |
| 16 agosto 1820    | Oca          | Baio di G. Soldatini     |        |
| 2 luglio 1821     | Lupa         | Baio di C. Burroni       |        |
| 2 luglio 1822     | Oca          | Morello di G. Barbetti   | scosso |
| 18 agosto 1822    | Oca          | Morello di A. Lippi      |        |
| 2 luglio 1823     | Onda         | Morello di G. Soldatini  |        |
| 17 agosto 1823    | Valdimontone | Grigio di S. Giorgi      | scosso |
| 27 settembre 1824 | Pantera      | Morello di A. Lunghetti  |        |
| 16 agosto 1825    | Oca          | Grigio di D. Bruttini    |        |
| 2 luglio 1826     | Chiocciola   | Grigio di S. Felli       | scosso |
| 16 agosto 1826    | Leocorno     | Morello di S. Felli      |        |
| 2 luglio 1827     | Oca          | Morello di A. Rogani     |        |
| 17 agosto 1827    | Oca          | Baio di G. Batazzi       |        |
| 2 luglio 1828     | Civetta      | Baio di G. Batazzi       |        |
| 17 agosto 1828    | Civetta      | Grigio di E. Barbetti    | scosso |
| 2 luglio 1829     | Tartuca      | Baio di G. Batazzi       |        |
| 16 agosto 1829    | Giraffa      | Morello di S. Felli      |        |
| 2 luglio 1830     | Chiocciola   | Baio di G. Batazzi       | scosso |
| 16 agosto 1830    | Tartuca      | Morello di G. Rubini     | scosso |
| 3 luglio 1831     | Pantera      | Baio di P. Tognetti      |        |
| 16 agosto 1831    | Chiocciola   | Morello di P. Coppi      |        |
| 16 agosto 1832    | Civetta      | Sauro di G. Batazzi      |        |
| 16 agosto 1833    | Chiocciola   | Baio di F. Chiarini      |        |
| 2 luglio 1834     | Onda         | Baio di G. Batazzi       |        |
| 17 agosto 1834    | Onda         | Baio di G. Bellaccini    |        |
| 2 luglio 1835     | Valdimontone | Baio di G. Gorelli       |        |
| 17 agosto 1835    | Aquila       | Baio di G. Radicchi      |        |
| 3 luglio 1836     | Oca          | Morello di L. Jacopi     |        |
| 16 agosto 1837    | Torre        | Baio di G. Piazzesi      |        |
| 2 luglio 1838     | Civetta      | grigio di M. Garuglieri  |        |
| 16 agosto 1841    | Drago        | Baio di G. Piazzesi      |        |
| 18 agosto 1841    | Aquila       | n. r.                    |        |
| 3 luglio 1842     | Selva        | Morello di L. Inglesi    |        |
| 17 agosto 1842    | Pantera      | Baio di M. Bagnoli       |        |
| 18 agosto 1842    | Chiocciola   | Morello di D. Chiantini  |        |
| 2 luglio 1843     | Aquila       | Baio di D. Chiantini     |        |
| 16 agosto 1844    | Pantera      | Morello di P. Bianciardi |        |
| 2 luglio 1845     | Pantera      | Morello di G. Senesi     |        |
| 17 agosto 1845    | Chiocciola   | n. r.                    | scosso |